# Плевенско
 Тази статия е за историко-географската област.  За административната област вижте Плевен (област).  За общината вижте Плевен (община).
Плевенско е историко-географска област в Северна България, около град Плевен.
Територията ѝ съвпада приблизително с някогашната Плевенска околия – днешните общини Плевен (без селата Коиловци и Мечка и град Славяново от Никополско), Пордим, Искър (без село Долни Луковит от Оряховско), Долни Дъбник (без село Садовец от Луковитско) и Долна Митрополия (без селата Байкал, Брегаре, Гостиля, Крушовене и Ставерци от Оряховско), както и град Левски и селата Аспарухово и Обнова от община Левски. Разположена е в Средната Дунавска равнина около Плевенските височини. Граничи с Никополско на север, Свищовско на изток, Ловешко и Луковитско на юг и Белослатинско и Оряховско на запад.